# بخش گایا
بخش گایا (به انگلیسی: Gaya district) یک منطقهٔ مسکونی در هند است که در بخش ماگاد واقع شده‌است. بخش گایا ۴٬۹۷۶ کیلومتر مربع مساحت و ۴٬۳۹۱٬۴۱۸ نفر جمعیت دارد.